# Camino de Santiago Catalán: Ruta del Ebro

## Descripción

### Nombres
- Camí de Sant Jaume

### Distancias
- La ruta tiene un total de 239 km
- Distancia hasta Santiago de Compostela:
  - Desde el inicio en Monasterio de Montserrat (Barcelona) 1090 km
  - Desde Igualada (Barcelona) 1066 km
  - Desde Tárrega (Lérida) 1010 km
  - Desde Lérida 963 km
  - Desde Fraga (Huesca) 933 km
  - Desde el final en Fuentes de Ebro (Zaragoza) 851 km

### Trazado
- Inicio: Monasterio de Montserrat.
- Final: Camino de Santiago del Ebro en Fuentes de Ebro (Zaragoza).
- Pasa por las provincias de: Barcelona, Lérida, Huesca y Zaragoza.

### Rutas afluentes y alternativas
- No se describen afluencias de esta ruta.
- Ruta Jacobea Catalana Septentrional desde Tárrega (Lérida).

### Reseña histórica
Desde mediados del siglo X existen datos que confirman la existencia de rutas de peregrinación jacobea desde Cataluña. Sin embargo, no ha sido hasta finales del siglo XX que varias asociaciones catalanas de peregrinos han decidido marcar las rutas que conduzcan sus pasos a tierras compostelanas.
Los peregrinos que atravesaban los Pirineos orientales se unían en el monasterio catalán a los procedentes de la costa, incluidos los que desembarcaban en sus puertos, para iniciar desde este significativo lugar el duro camino que los llevara hasta la ciudad del apóstol.

### Patrimonio Mundial de la Humanidad
- No hay inscripciones en esta ruta.

## Trazado de la Ruta

### Provincia de Barcelona

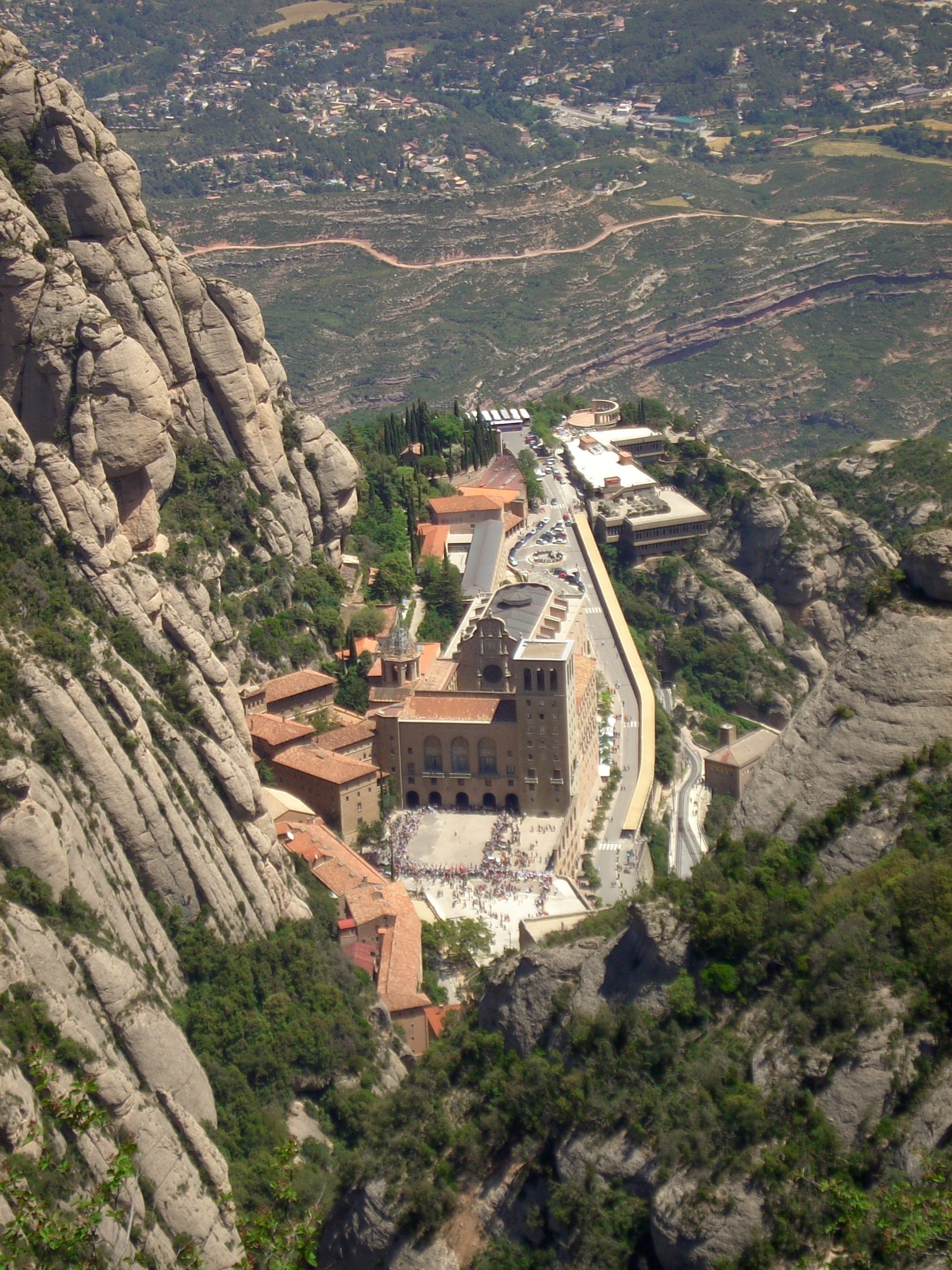
Monasterio de Montserrat

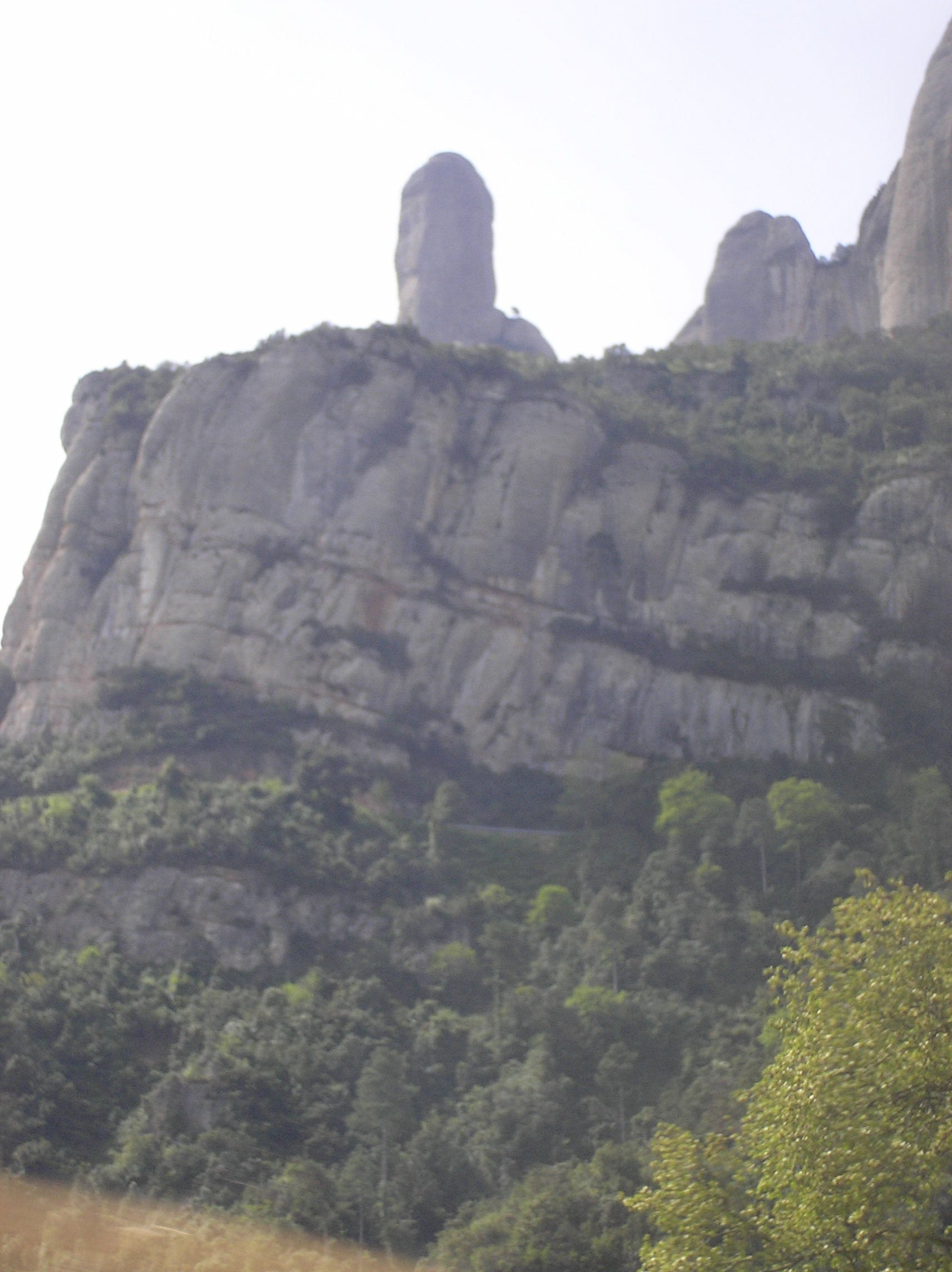
El Dedo de Dios en la Montaña de Montserrat

- Monistrol de Montserrat
  - Iglesia de Santa Cecilia
  - Monasterio de Montserrat
  - Montaña de Montserrat
- Castellolí 
  - Capilla de San Feliú
  - Cuevas de Can Lluciá
  - Fuente del Hierro
  - Iglesia parroquial
  - Ruinas de la iglesia vieja
  - Ruinas del Castillo de Aulí
- Igualada
  - Asilo del Santo Cristo
  - Iglesia de Santa María
  - Monumento a Neptuno
  - Museo comarcal
- Jorba 
  - Castillo
  - Iglesia parroquial de San Pedro
- Santa María del Camí
  - Casa Consistorial
  - Iglesia parroquial de Santa María
- Montmaneu 
  - Castillo de Riquer
  - Iglesia de Santa María
  - Santuario de la Madre de Dios de la Cruz
  - Torre de la Panadella
- Els Hostalets de Pierola 
  - Ayuntamiento
  - Capilla de Casa de los Carreras
  - Capilla de Casa de los Mata de Garriga
  - Capilla de San Cristóbal
  - Casa Cucurella
  - Casa de los Valls
  - Casal catalán
  - Iglesia de San Pedro
  - Iglesia parroquial de San Jorge

### Provincia de Lérida
- Cervera
  - Castillo de Vergós
  - Hospital Berenguer

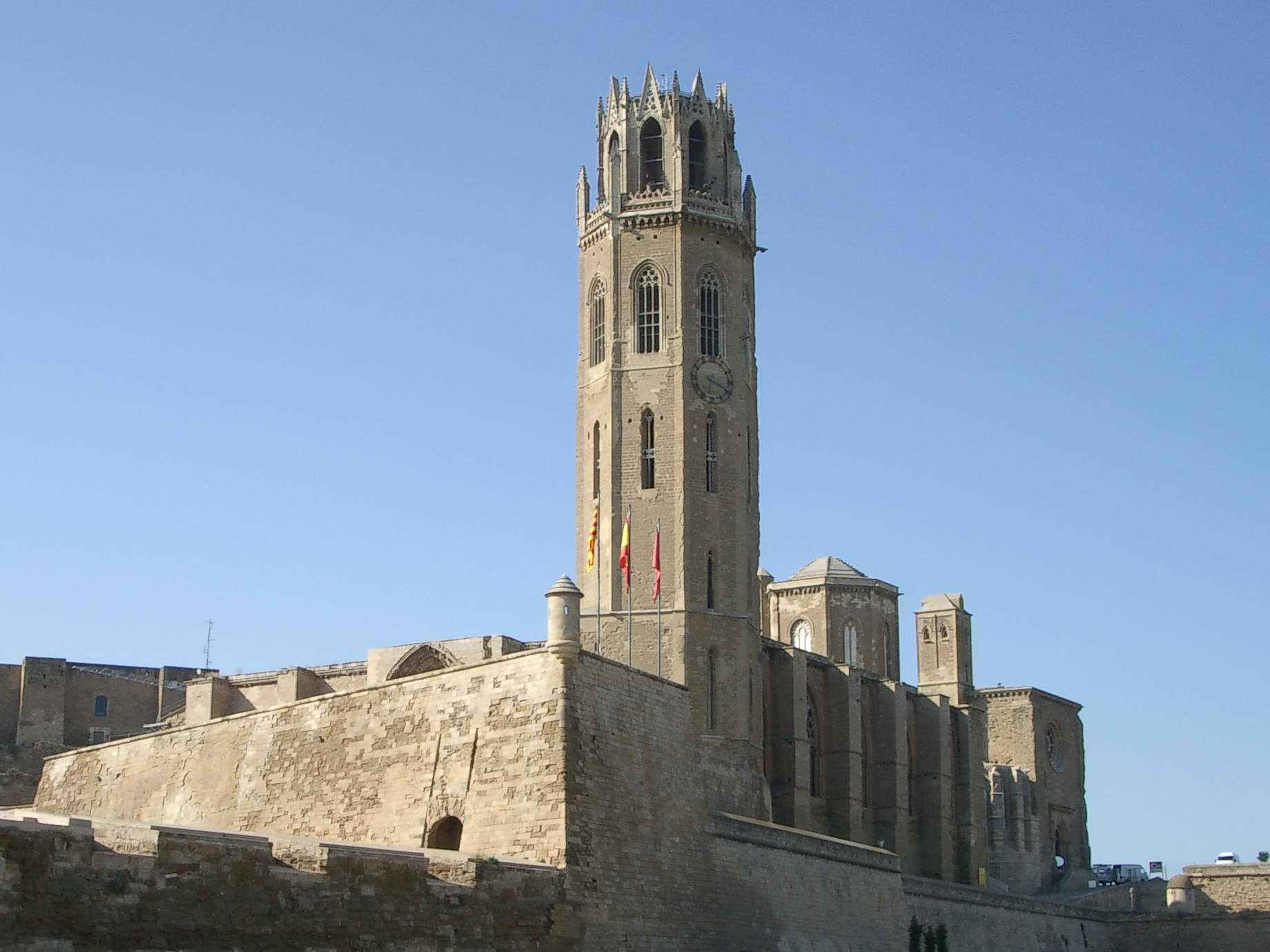
Catedral Vieja de Lérida.

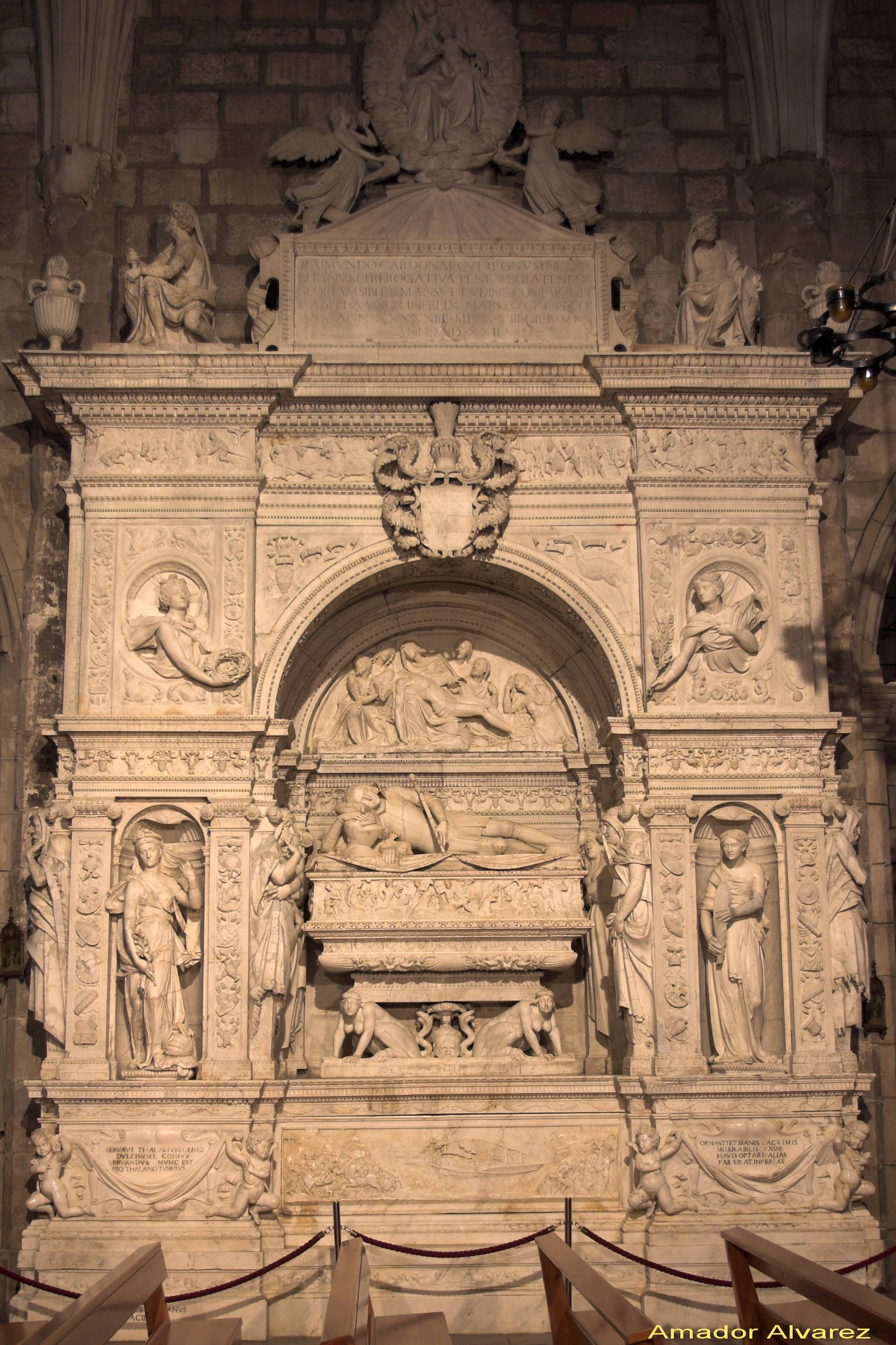
Mausoleo de Ramón Folch en Bellpuig.

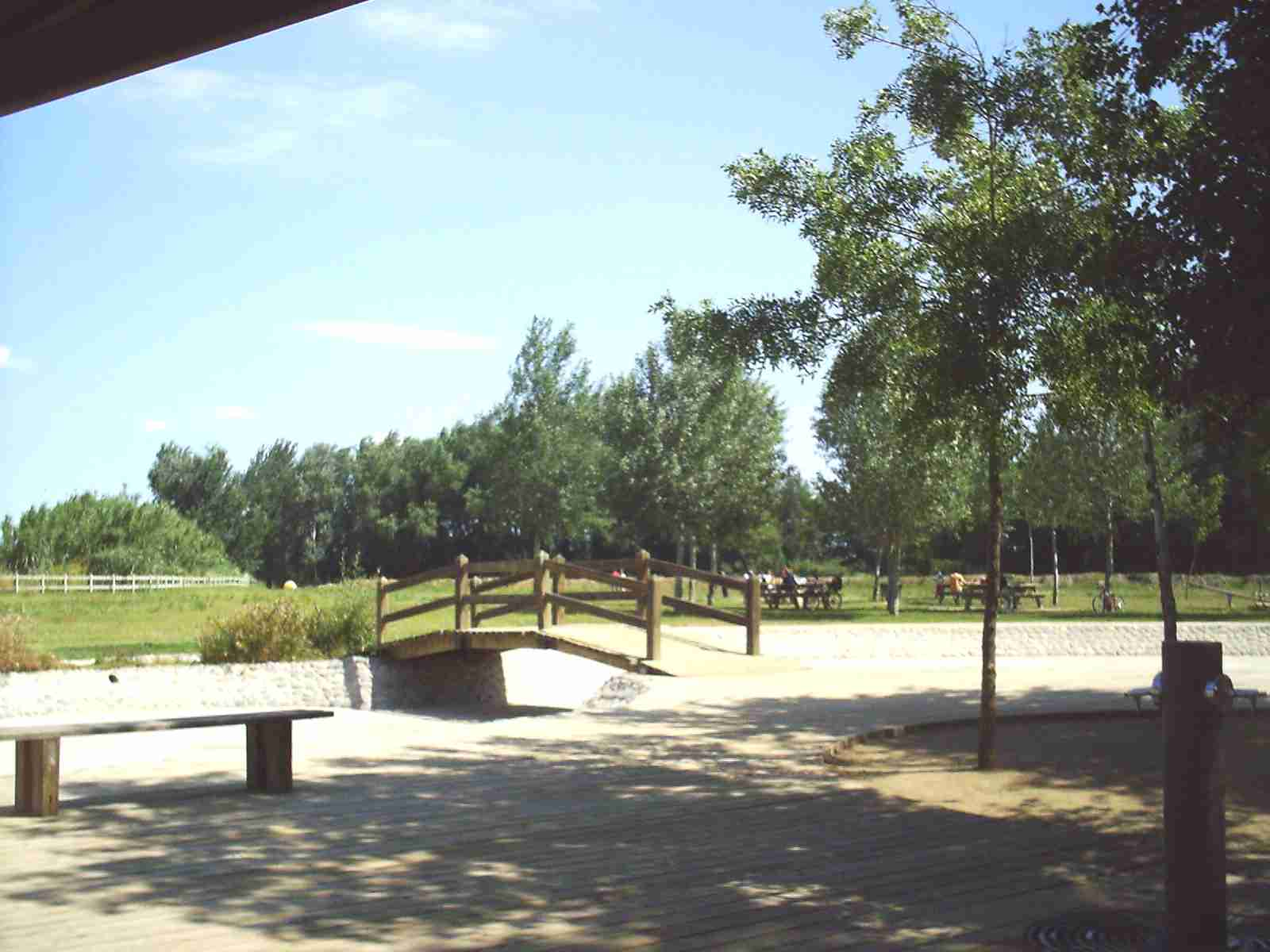
Parque de la Mitjana en Lérida.

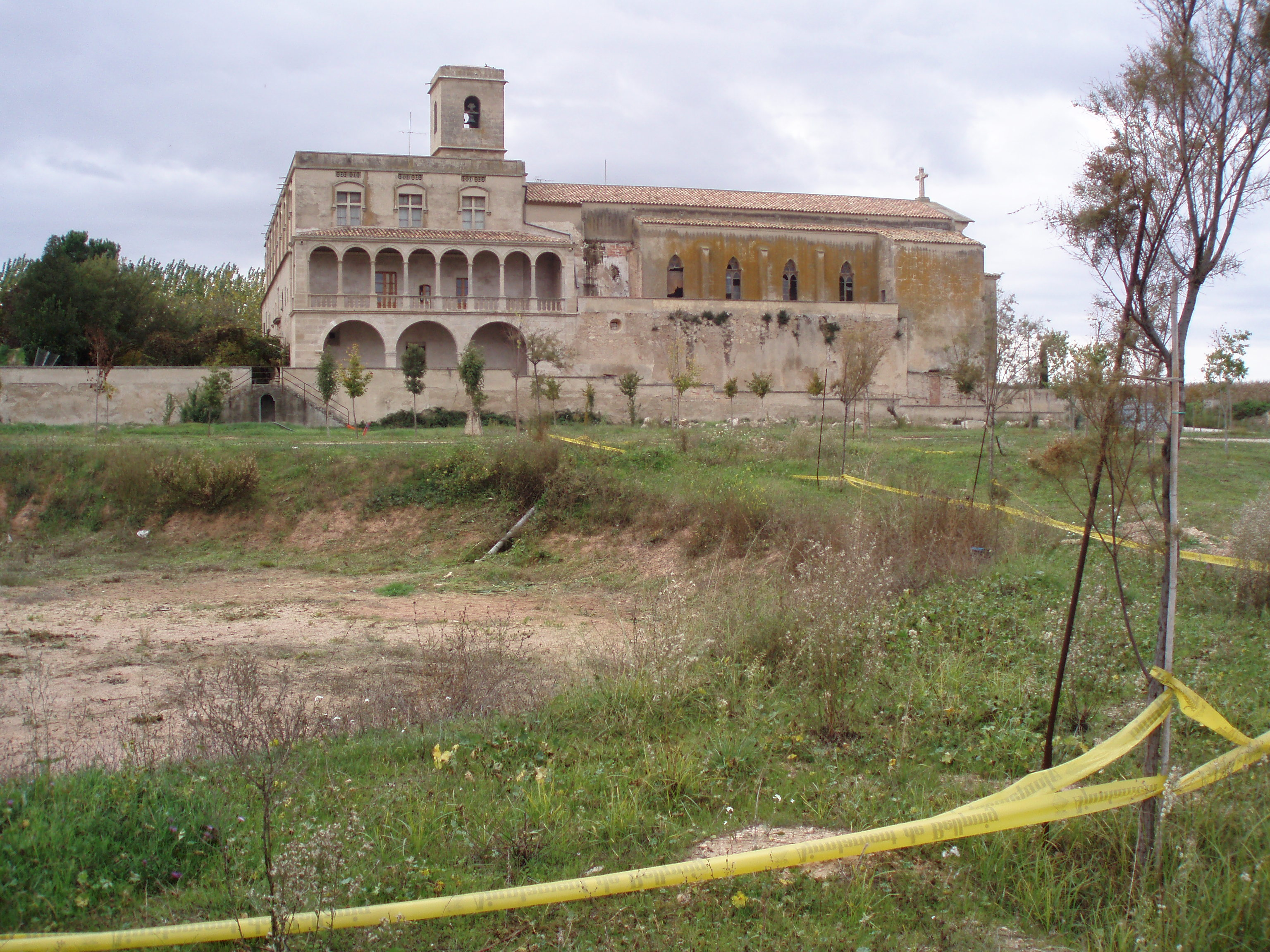
Convento de San Bartolomé en Bellpuig.

  - Iglesia de la Magdalena de Vergós
  - Iglesia de Santa María de Vergós
  - Iglesia parroquial de San Antonio
  - La Paeria (Sede del Ayuntamiento)
  - Murallas medievales
  - Museo arqueológico y de historia local
  - Plaza Mayor
  - Universidad
- Tárrega → Origen de la Ruta Jacobea Catalana Septentrional
  - Hospital
  - Iglesia de Nuestra Señora del Carmen
  - Iglesia de Santa María del Alba
  - Palacio de los Marqueses de la Floresta
  - Parque de San Eloy
- Vilagrasa  Archivado el 25 de junio de 2007 en Wayback Machine.
  - Iglesia parroquial de San Agustín
- Anglesola
  - Cal Gassol
  - Convento de los Padres Trinitarios
  - Crucero
  - Iglesia parroquial de San Pablo de Narbona
  - Museo del Carro
  - Plaza de la Virgen de Lourdes
- Bellpuig
  - Iglesia parroquial de San Nicolás
  - Monasterio franciscano de San Bartolomé
  - Castillo de los Barones
- Castellnou de Seana
  - Cal Blassó
  - Iglesia parroquial de San Juan Bautista
- El Palau d'Anglesola
  - Cal Massot
  - Ermita de Santa Lucía
  - Iglesia parroquial de San Juan Bautista
- Bell-Lloch d'Urgell 
  - Crucero
  - Portal de la iglesia primitiva
- Lérida
  - Auditorio Municipal Enric Granados
  - Castillo de La Suda
  - Castillo templario de Gardeny
  - Catedral
  - Catedral Vieja
  - Centro de Arte de la Panera
  - Hospital de Santa María (Sede del Instituto de Estudios Leridanos)
  - Iglesia de San Juan
  - Iglesia de San Lorenzo
  - La Canalización
  - La Lonja de Lérida
  - Museo Diocesano y Comarcal
  - Museo Morera
  - Palacio de la Paeria (Sede del Ayuntamiento) 
  - Parque de la Mitjana
  - Parque Municipal Las Balsas
  - Sala Cristófol
  - Sala Mercado del Pla
- Butsénit d'Urgell
  - Casa Consistorial
  - Iglesia de Nuestra Señora de la Asunción
  - Ruinas de la muralla
- Alcarrás 
  - Iglesia de Nuestra Señora de la Asunción

### Provincia de Huesca
- Fraga
  - Iglesia parroquial de San Pedro
  - Palacio de Montcada

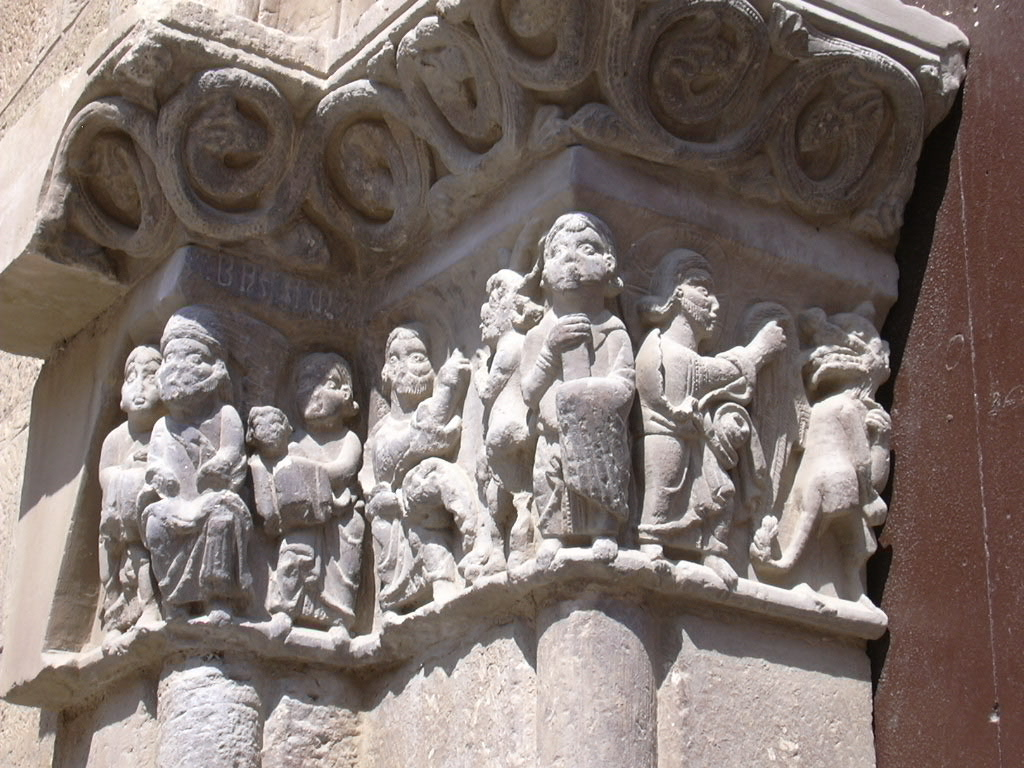
Capitel de la Iglesia de San Pedro en Fraga.

  - Ruinas de la Iglesia de San Miguel
  - Torre de los Frailes
- Candasnos
  - Casa Abió
  - Casa Bellabriga
  - Ermita de Nuestra Señora del Pilar
  - Ermita de San Bartolomé
  - Iglesia parroquial de la Asunción de Nuestra Señora
  - Yacimientos prehistóricos de Valdeladrones
- Peñalba (Huesca)
  - Ermita de Santa Quiteria
  - Iglesia parroquial

### Provincia de Zaragoza
- Bujaraloz
  - Casa Señorial
  - Iglesia de Santiago el Mayor
- Pina de Ebro
  - Ayuntamiento
  - Campanario
  - Ermita de San Gregorio
  - Iglesia de Santa María

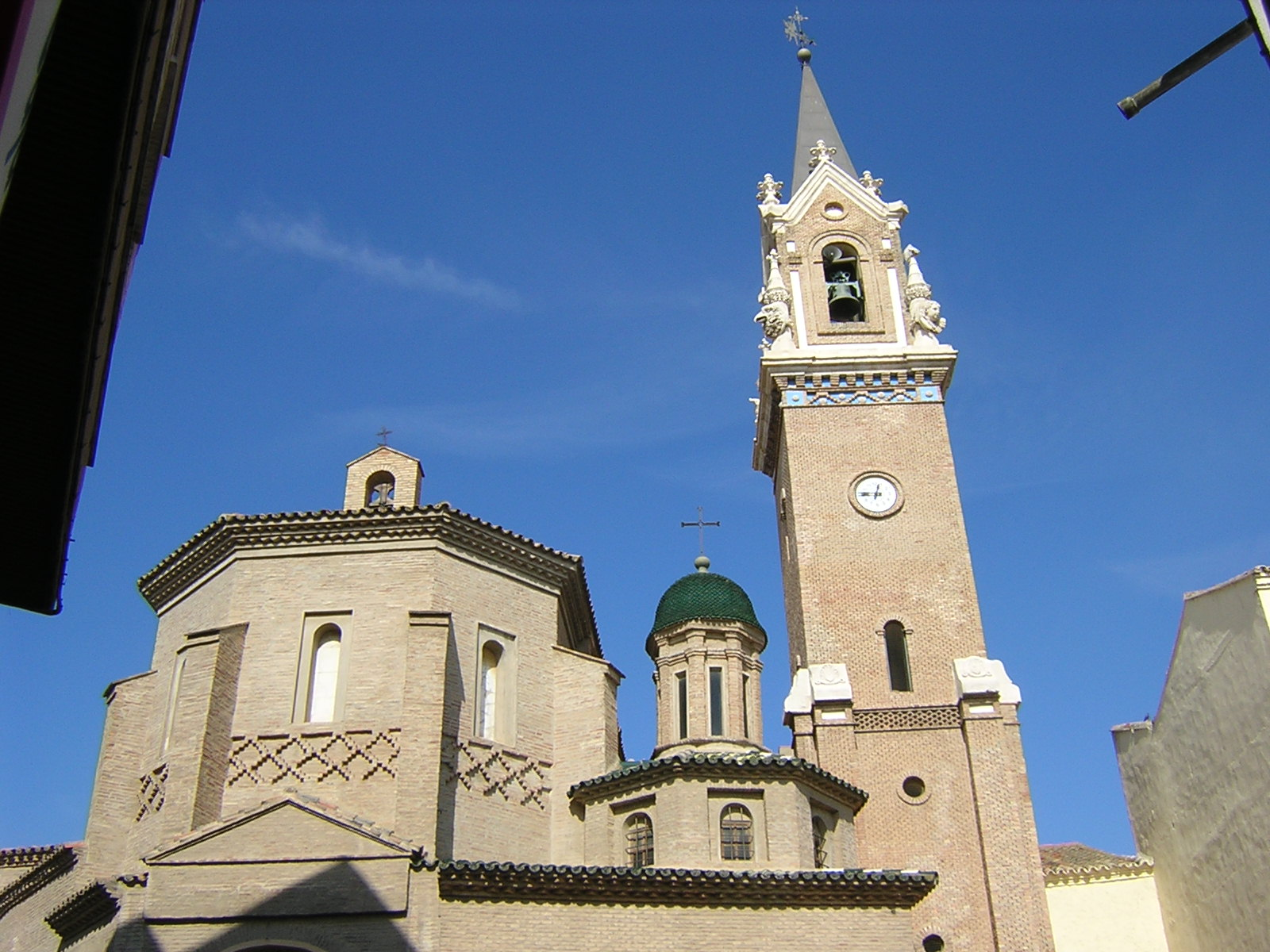
Iglesia de San Miguel en Fuentes de Ebro.

- Fuentes de Ebro → Enlace con el Camino de Santiago del Ebro
  - Iglesia de San Miguel

## Otras Rutas Jacobeas en España
- Ruta Jacobea Aragonesa
- Ruta Jacobea de Arosa
- Ruta Jacobea Catalana

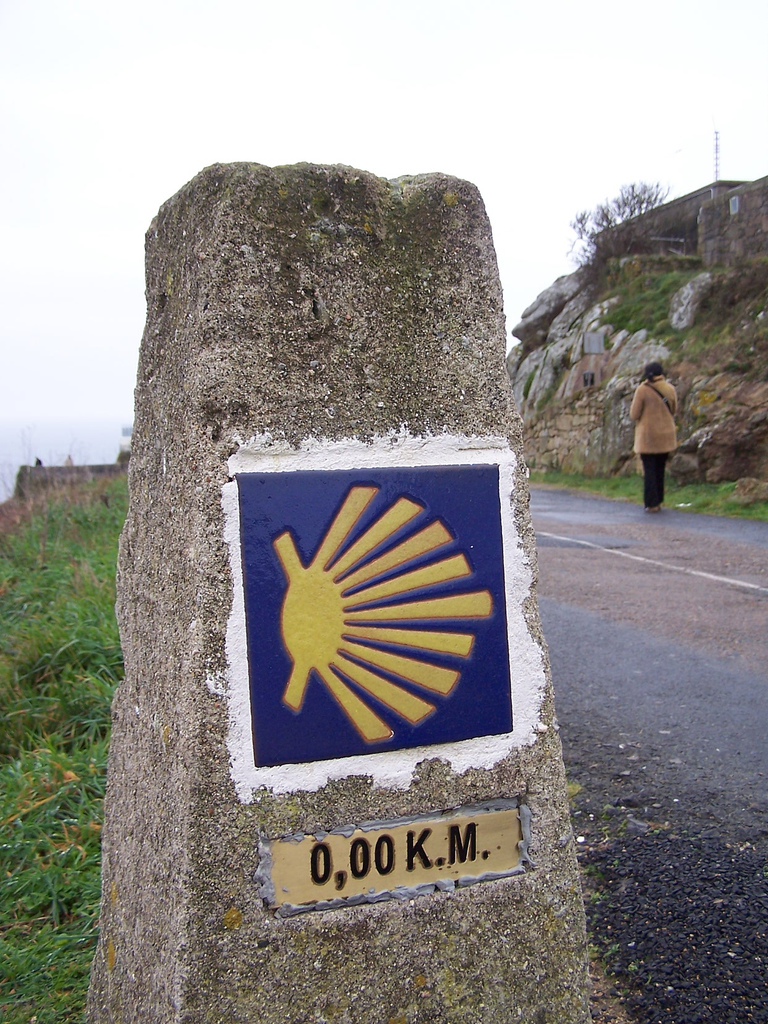
Hito informativo del Camino.

- Ruta Jacobea Catalana Septentrional
- Ruta Jacobea del Ebro
- Ruta Jacobea de Fisterra
- Ruta Jacobea Francesa
- Ruta Jacobea de Guadalajara
- Ruta Jacobea Inglesa
- Ruta Jacobea de la Lana
- Ruta Jacobea Levantina
- Ruta Jacobea Levantina Meridional
- Ruta Jacobea de Madrid
- Ruta Jacobea Mozárabe
- Ruta Jacobea del Norte
- Ruta Jacobea de la Plata
- Ruta Jacobea de la Plata Occidental
- Ruta Jacobea Portuguesa
- Ruta Jacobea Primitiva
- Ruta Jacobea Sanabresa
- Ruta Jacobea Vadiniense
- Ruta Jacobea Vasca